# Comuna Pojarske, Simferopol
Pojarske (în ucraineană Пожарське) este o comună în raionul Simferopol, Republica Autonomă Crimeea, Ucraina, formată din satele Demeanivka, Likarstvenne, Pojarske (reședința) și Vodne.

## Demografie
Componența lingvistică a comunei Pojarske
     Rusă (64,08%)
     Tătară crimeeană (19,45%)
     Ucraineană (14,68%)
     Alte limbi (0,8%)
Conform recensământului din 2001, majoritatea populației comunei Pojarske era vorbitoare de rusă (64,08%), existând în minoritate și vorbitori de tătară crimeeană (19,45%) și ucraineană (14,68%).